# Zdeněk Rotrekl
Zdeněk Rotrekl (1. října 1920 Brno – 9. června 2013 Brno) byl moravský básník, spisovatel, esejista, kritik, publicista, literární historik a scenárista, spadající do podkategorie katolické literatury. Odsouzen ve vykonstruovaném politickém procesu na doživotí.

## Život
Narodil se v rodině zahradníka Tomáše Rotrekla a jeho manželky Růženy rozené Malánové. Měl čtyři sourozence: Růženu Walterovou, Miladu Vicovskou, Tomáše a Bohuslava.[zdroj⁠?!]
Po maturitě byl totálně nasazen, po druhé světové válce zahájil studium na Filozofické fakultě Masarykovy univerzity. Za svoji činnost ve svazu vysokoškolského studentstva byl v roce 1948 vyloučen ze studií. Dne 14. dubna 1949 byl zatčen, 17. listopadu 1949 ve vykonstruovaném procesu s vysokoškolskými funkcionáři navrhl prokurátor trest smrti, rozsudek soudu zněl doživotí. Ve vězení strávil Zdeněk Rotrekl třináct let (Bory, Leopoldov, uranové doly Bytíz). Dne 10. května 1962 byl na amnestii propuštěn s desetiletým podmínečným trestem a pracoval jako dělník, osvětlovač výkopů v Brně.

Roku 1968 byl občansky rehabilitován a bylo mu umožněno dokončit studia filozofie, poté se stal redaktorem časopisu Obroda, kterým byl do roku 1969. Až do sametové revoluce působil jako disident a podílel se na tvorbě samizdatu. Po listopadu 1989 opět aktivně vstoupil do veřejného života. Byl zakládajícím členem Syndikátu českých novinářů, Obce moravskoslezských spisovatelů a Konfederace politických vězňů.

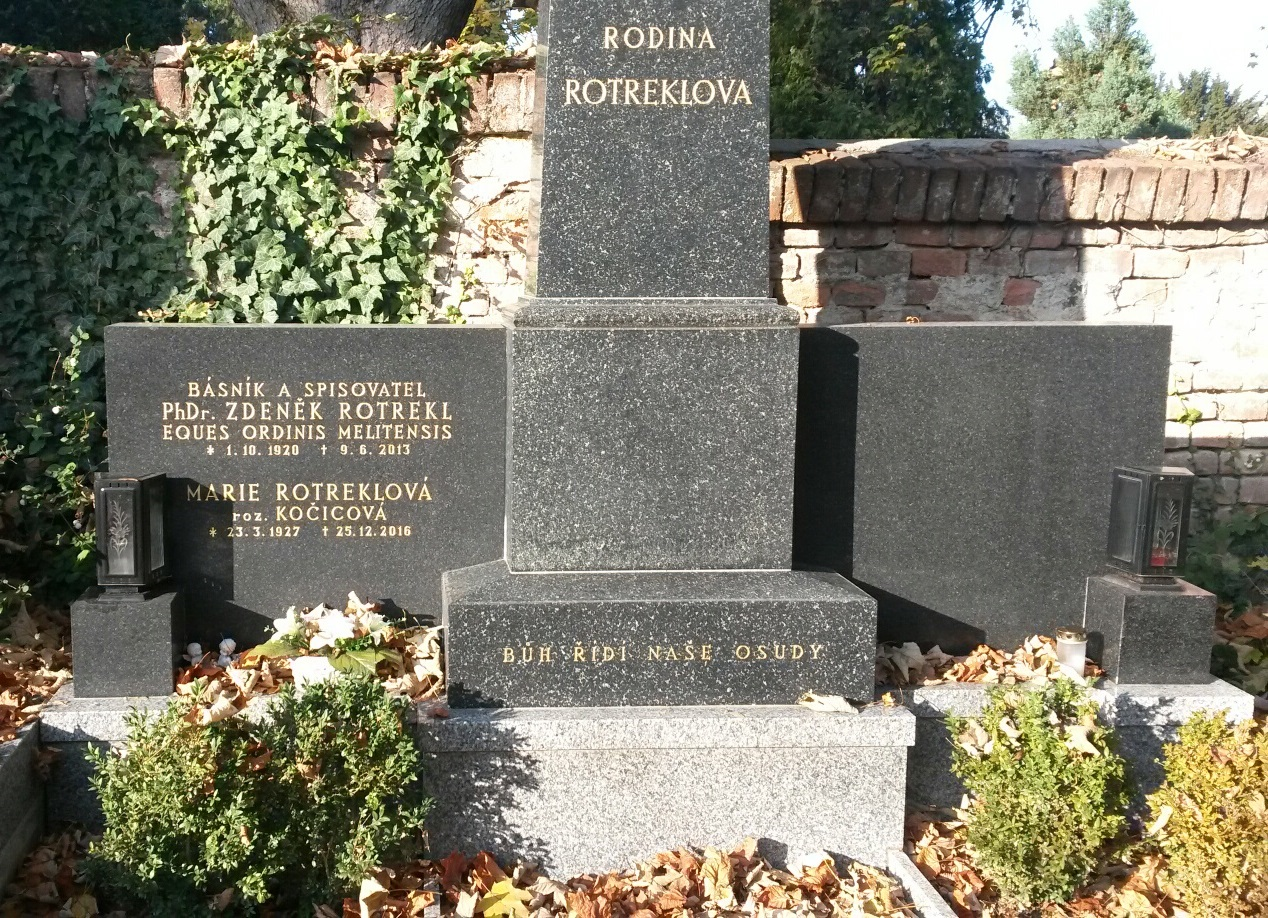
Hrob Zdeňka Rotrekla na Ústředním hřbitově v Brně

## Dílo
Rotreklův literární styl se proměňoval od následovnictví české spirituálně laděné, existencialistické, či přímo katolické poesie (Zahradníček, Palivec) až k silně experimentálním básním s prvky surrealismu, vizuální poesie a permutační poesie, to vše za neustálé přítomnosti vzepjaté spirituality výrazu. Ve své vrcholné poesii používal Rotrekl množství slovních novotvarů, inspiroval se rovněž improvizačními formami poesie beat generation, experimentoval s metrikou básní a na druhou stranu se odkazoval k barokním a biblickým tématům. Psal rovněž básně v próze. Častým motivem Rotreklových textů je zápas o svědomí jedince za dob totality a niterný, osobní vztah člověka k Bohu.

### Poezie
Jeho poezie se řadí do katolické spirituální poezie.
- Kyvadlo duše, 1940
- Kamenný erb, 1944
- Pergameny, 1947
- Hovory s mateřídouškou, Řím 1978, v ČR 1994
- Nezděné město, samizdat 1978
- Malachit, samizdat 1978, zahraničí 1985; tato sbírka měla vyjít roku 1969, ale plánované vydání se neuskutečnilo. Popisuje zde své zážitky z vězení, které vnímá především jako potvrzení neschopnosti člověka obejít se bez víry.
- Kniha apokryfů, kouzel a zaříkávání, dopsáno 1975, Mnichov 1985, ČR 1995
- Neobvyklé zvyky, samizdat 1980, ČR 1994
- Chór v plavbě ryby Ichthys, samizdat 1980, ČR 1995
- Sad a menší prózy, samizdat 1985, ČR 1991
- Básně a prózy, samizdat 1985
- Sněhem zaváté vinobraní, 1991
- Němé holubice dálek, 1993

### Biografie
- Skrytá tvář české literatury nejenom krásné: vybrané kapitoly biografické, samizdat 1977, 364 s.

### Eseje o literatuře a kultuře
- Skrytá tvář české literatury, Toronto 1987, ČR 1991
- Barokní fenomén v současnosti

### Sebrané spisy
Začaly vycházet v roce 2002 v brněnském nakladatelství Atlantis.
- Nezděné město, výbor poezie z let 1940–2000
- Světlo přichází potmě, vydáno 2001 román
- Podezřelá krajina s anděly, prózy, rozhlasové hry
- Hnízda ze stromu, který odchází, paměti
- Skryté tváře, medailony, eseje

## Ocenění
Zdeněk Rotrekl je nositelem mnoha cen a vyznamenání:
- 1991: Cena Jana Zahradníčka
- 1992: Cena křepelek
- 1993: Řád sv. Cyrila a Metoděje
- 1995: Řád T. G. Masaryka
- 1999: Cena Karla Havlíčka Borovského
- 2001: Cena Jaroslava Seiferta
- 2002: Cena města Brna
- 2009: Státní cena za literaturu
- 2012: Cena Jihomoravského kraje
- 2015: Rytíř české kultury – ocenění a titul Ministerstva kultury ČR (uděleno ministrem kultury Danielem Hermanem), in memoriam[3]